# Johannes Stöffler
Johannes Stöffler (Justingen, 1452 – Blaubeuren, 1531) è stato un astronomo tedesco.

## Biografia
Professore di matematica all'Università di Tübingen, l'astronomo e cartografo tedesco, noto col nome latino di Stofflerinus, è autore di vari scritti di grande diffusione nell'Europa del Cinquecento. Tra questi ricordiamo le Ephemerides (1482), in cui prevedeva eclissi ed eventi astrologici fino al 1518, e la Elucidatio fabricæ ususque Astrolabii, pubblicato a Oppenheim nel 1513, in cui divulgava il disegno di un astrolabio ampiamente citato dagli autori successivi. È autore di un particolare tipo di quadrante che da lui prende il nome (quadrante tipo Stöffler).
Gli sono stati dedicati l'asteroide 4283 Stöffler e il cratere Stöfler sulla Luna.

## Opere

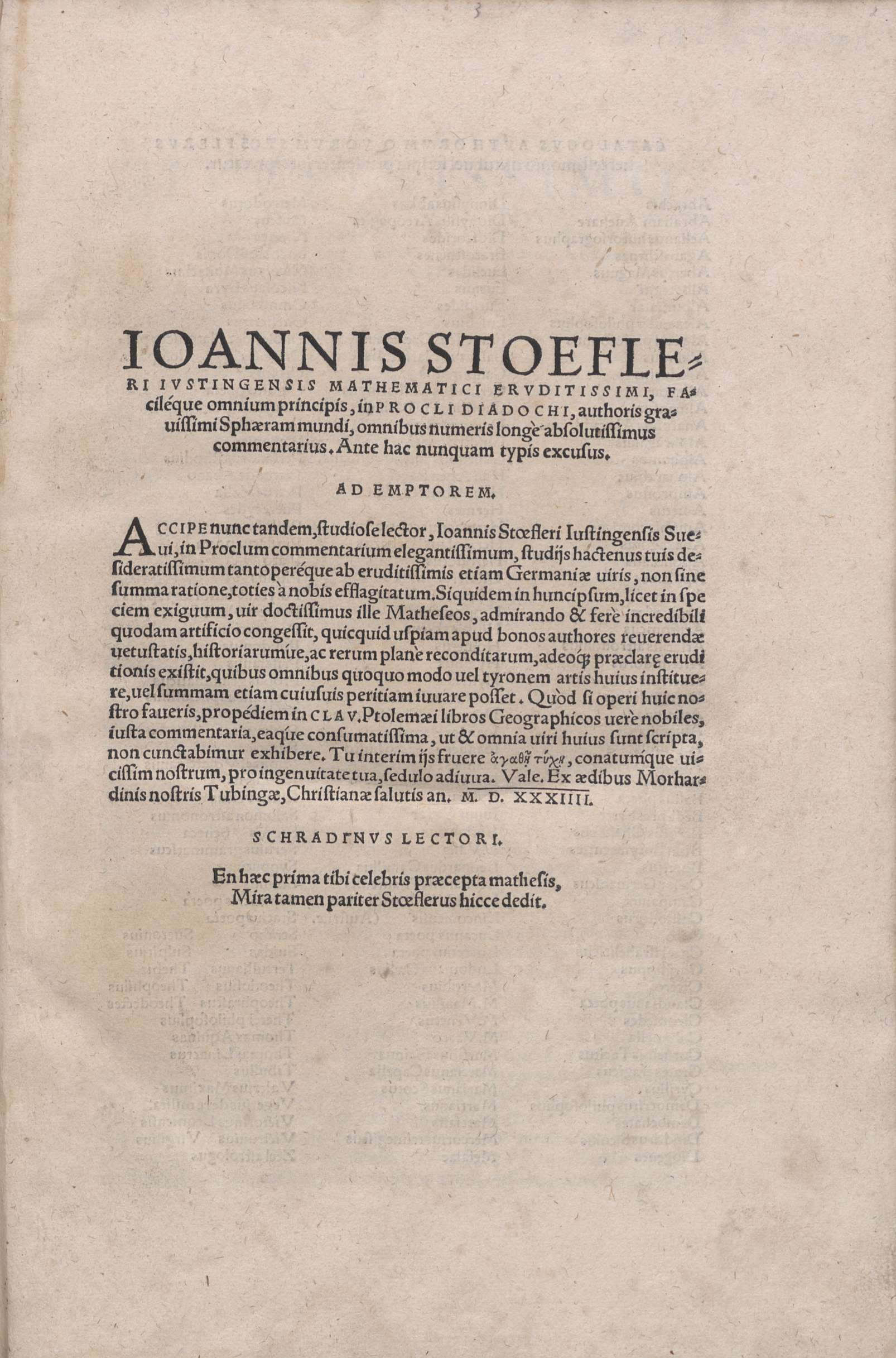
Omnium principis In Procli Diadochi omnibus numeris longà absolutissimus commentarius, 1534

- (LA) Ephemeridum opus a capite anni Redemptoris Christi 1532 in alios 20 proxime subsequentes, Venezia, Peter Liechtenstein, 1532.
- (LA) Omnium principis In Procli Diadochi omnibus numeris longà absolutissimus commentarius, Tübingen, Urlich Morhart (1.), 1534.